# Baldenheim
 Baldenheim (en alsacià Bàldene) és un municipi francès, situat a la regió del Gran Est, al departament del Baix Rin. L'any 2011 tenia 1.147 habitants.
Forma part del cantó de Sélestat, del districte de Sélestat-Erstein i de la Comunitat de comunes de Sélestat.

## Demografia
| 1962 | 1968 | 1975 | 1982 | 1990 | 1999 | 2011  | 2019  |
| ---- | ---- | ---- | ---- | ---- | ---- | ----- | ----- |
| 789  | 800  | 863  | 915  | 875  | 924  | 1.174 | 1.182 |

## Administració
| Període | Identitat       | Partit |
| ------- | --------------- | ------ |
| 2001-   | Willy Schwander |        |

## Personatges il·lustres
- Victor Nessler, compositor.